# Krystyna Wyrostkiewicz
Krystyna Wyrostkiewicz (ur. 27 lipca 1940 w Wilnie, zm. 27 lipca 1999 w Bydgoszczy) – polska entomolog.
W 1964 ukończyła Wyższą Szkołę Rolniczą w Poznaniu, uzyskując tytuł magistra inżyniera. Doktorat uzyskała w Akademii Techniczno-Rolniczej w Bydgoszczy (w 1978), tamże habilitowała się w 1994.
Jej zainteresowania naukowe dotyczyły entomologii stosowanej, zwłaszcza stosowania insektycydów w zwalczaniu najważniejszych szkodników upraw w Polsce.
Dorobek naukowy Krystyny Wyrostkiewicz obejmuje około 40 publikacji, w tym „Wpływ wyciągów z wybranych roślin na żerowanie i rozwój stonki ziemniaczanej – Leptinotarsa decemlineata SAY” oraz „An evidence for insecticide activity of some preparations from alkaloid-rich lupin seeds on Colorado potato beetle (Leptinotarsa decemlineataSAY), larvae of large white butterfly (Pieris brassicae L.), black bean aphid (Aphis fabaeSCOP.) and their parasitoids (Hymenoptera: Parasitica)”.
W latach 1995-1999 kierowała Katedrą Entomologii na ATR. Była wiceprzewodniczącą bydgoskiego oddziału Polskiego Towarzystwa Entomologicznego.
Nagrodzona była Złotym Krzyżem Zasługi oraz Nagrodą Wojewody Bydgoskiego.
Uprawiała turystykę pieszą i wspinaczkę (o jej śmierci informowały Wierchy). Była prezesem Miejskiego Oddziału PTTK w Bydgoszczy. Jej imieniem nazwano jeden ze szlaków turystycznych w okolicach Ostromecka.
Pochowana została na cmentarzu komunalnym na Bielawkach.